# 4003 Schumann
För andra betydelser, se Schumann (olika betydelser).
4003 Schumann eller 1964 ED är en asteroid i huvudbältet som upptäcktes den 8 mars 1964 av den tyske astronomen Freimut Börngen vid Tautenburg-observatoriet. Den har fått sitt namn efter den tyske kompositören Robert Schumann.
Asteroiden har en diameter på ungefär 36 kilometer.